# Белингам
Белингам (на английски: Bellingham) е град в окръг Уаткъм, щата Вашингтон, САЩ. Белингам е с население от 75 150 жители (2006) и обща площ от 82,2 km². Намира се на 22 m надморска височина. ЗИП кодът му е 98225-98229, а телефонният му код е 360.